# Girls' Generation
Girl's Generation (koreansk: 소녀시대, Hanja/Kanji: 少女時代; Sonyeo Sidae) er en sydkoreansk pigegruppe med 8 (5 aktive) medlemmer dannet af S.M. Entertainment i 2007. De fem aktive medlemmer er: Taeyeon (leder), Sunny, Hyoyeon, Yuri, Sooyoung og Yoona. De 3 inaktive medlemmer er: Tiffany, Sooyoung og Seohyun, og som alle er født mellem 1989 og 1991. De bliver ofte kaldt SoShi (소시, Hana: 少時), eller SNSD, hvoraf det første er en forkortelse og det andet, som hovedsageligt anvendes udenfor Korea, er en forkortelse af gruppens koreanske navn So Nyuh Shi Dae.
Gruppen startede en entré på den japanske musikscene i slutningen af 2010 under Nayutawave Records, en del af Universal Music, med de japanske remakes af deres koreanske hits "Tell Me Your Wish (Genie)" og "Gee" fra 2009. I 2010 opnåede gruppen ligeledes en betydelig succes i Korea efter at have vundet den prestigefyldte Disk Daesang (Album of the Year), Seoul Music Awards og Melon Music Awards.
Indtil slutningen af juli, har Girls 'Generation solgt over 2 millioner eksemplarer af deres album, mini-album og singler i hele deres karriere i Korea og Japan.

## Medlemmer

### Taeyeon
- Fødelsesnavn: Kim Tae-yeon (Hangul: 김태연 Hanja: 金泰妍)
- Født: 9. marts 1989 (36 år)
- Position: Leder, hovedvokalist

### Sunny
- Fødelsesnavn: Lee Soon-kyu (Hangul: 이순규; Hanja: 李順圭)
- Født: 15. maj 1989 (35 år)
- Position: Hovedvokalist

### Hyoyeon
- Fødelsesnavn: Kim Hyo-yeon (Hangul: 김효연; Hanja: 金孝淵)
- Født: 22. september 1989 (35 år)
- Position: Vokalist, Hoved-danser

### Yuri
- Fødelsesnavn: Kwon Yu-ri (Hangul: 권유리; Hanja: 權侑利)
- Født: 5. december 1989 (35 år)
- Position: Vokalist, Hoved-danser

### Yoona
- Fødelsesnavn: Im Yoon-ah (Hangul: 임윤아; Hanja: 林潤娥)
- Født: 30. maj 1990 (34 år)
- Position: Vokalist, den visuelle

## Inaktive medlemmer
Tiffany, Sooyoung og Seohyun har alle forladt S.M. Entertainment i 2017, men det er endnu ikke blevet bekræftet at de har forladt gruppen.

### Tiffany
- Fødelsesnavn: Stephanie Hwang; Hwang Mi-young (Hangul: 황미영; Hanja: 黄美英)
- Født: 1. august 1989 (35 år)
- Position: Hovedvokalist

### Sooyoung
- Fødelsesnavn: Choi Soo-young (Hangul: 최수영; Hanja: 崔秀英)
- Født: 10. februar 1990 (35 år)
- Position: Vokalist

### Seohyun
- Fødelsesnavn: Seo Ju-hyun (Hangul: 서주현; Hanja: 徐珠玄)
- Født: 28. juni 1991 (33 år)
- Position: Hovedvokalist, Maknae (yngste medlem)

## Tidligere medlemmer

### Jessica
- Fødelsesnavn: Jessica Jung; Jung Soo-yeon (Hangul: 정수연 Hanja: 鄭秀妍)
- Aktiv: 2007 - 30. september 2014
- Født: 18. april 1989 (35 år)

## Diskografi
| Studiealbummer - 2007: Girls' Generation - 2010: Oh! - 2011: The Boys - 2013: I Got A Boy - 2015: Lion Heart Repackaged albums - 2008: Baby Baby - 2010: Run Devil Run Extended plays - 2009: Gee - 2009: Tell Me Your Wish (Genie) - 2010: Hoot - 2014: Mr. Mr. Singler - 2007: Into the New World Live albums - 2010: The 1st Asia Tour: Into the New World DVD - 2011: All About Girls’ Generation: Paradise in Phuket - 2011: The 1st Asia Tour: Into the New World | Studiealbummer - 2011: Girls' Generation - 2012: Girls & Peace - 2013: Love & Peace Extended plays - 2010: Hoot Singler - 2010: Genie - 2010: Gee - 2011: Mr. Taxi/Run Devil Run Digitale singler - 2011: Run Devil Run DVD - 2010: New Beginning of Girls' Generation |

## Turnéer
- The 1st Asia Tour: Into the New World (2009–2010)
- The 1st Japan Arena Tour: Girls' Generation Arena Tour 2011 (2011)
- The 2nd Asia Tour: Girls' Generation (2011–2012)

### Koncertopvarmninger
- SMTown Live '08 (2008–2009)
- SMTown Live '10 World Tour (2010–2011)

## Arbejde

### Dramaer
- 2007: Kimcheed Radish Cubes (cameo) (Korea)
- 2007: Unstoppable Marriage (cameo) (Korea)
- 2011: Sazae-san 3 (cameo) (Japan)

### Reality shows
- 2007: Girls' Generation Goes to School
- 2007: MTV Girls' Generation
- 2008: Factory Girl
- 2009: Girls' Generation's Horror Movie Factory
- 2009: Himnae-ra-him!/Cheer Up!
- 2009: Girls' Generation's Hello Baby
- 2009: MBC's Come to play' (놀러와)
- 2010: Right Now It's Girls' Generation
- 2011: Girls' Generation Star Life Theater
- 2011: Girls' Generation and the Dangerous Boys

### Fotobøger
- 2010: Girls' Generation 1st Photobook in Tokyo
- 2011: All About Girls Generation: Paradise in Phuket

## Eksterne links
- Wikimedia Commons har flere filer relateret til Girls' Generation
- Girls' Generation Arkiveret 9. januar 2010 hos  Wayback Machine – Officielle koreanske hjemmeside
- Girls' Generation – Officielle japanske hjemmeside
- Girls' Generation – Officielle japanske hjemmeside (Universal Music Japan)
- Facebookkonto: girlsgeneration.jp girlsgeneration, girlsgeneration.jp